# 한화진
한화진(韓和眞, 1959년 12월 23일 ~ )은 대한민국의 제20대 환경부 장관을 역임했다.

## 학력
- 창덕여자고등학교 졸업
- 고려대학교 화학 학사
- 고려대학교 대학원 물리화학 석사
- 캘리포니아 대학교 대학원 대기화학 박사

## 경력
- 한국환경정책평가연구원 연구원
- 국회환경포럼 정책자문위원
- 환경부 중앙환경보전자문위원회 위원
- 한국환경기술진흥원 행정위원회 위원
- 한국환경정책평가연구원 선임연구원
- 국가지속가능발전위원회 기후변화전문위원
- 산업자원부 국가에너지자문회의 위원
- 한국환경정책평가연구원 정책연구본부장
- 재정경제부 재정정책위원회 위원
- 이명박 정부 대통령직인수위원회 기후변화,에너지대책 TF 자문위원
- 이명박 대통령자문 국가지속가능발전위원회 기후변화전문위원회 위원
- 이명박 대통령실 환경비서관
- 제2대 한국여성과학기술지원센터 소장
- 한국환경정책평가연구원 대기환경연구실 선임연구위원
- 한국환경연구원 대기환경연구실 명예연구위원
- 한림대학교 글로벌융합대학 기후변화융합전공, 객원교수
- 2022년 5월~2024년 7월: 제20대 환경부 장관
- 2022년 5월~2022년 10월: 대통령직속 2050 탄소중립위원회 당연직 위원
- 2022년 10월~2024년 7월: 대통령직속 2050 탄소중립녹색성장위원회 당연직위원
- 2023년 7월~2024년 7월: 대통령 직속 지방시대위원회 당연직위원
- 2024년 11월~: 대통령직속 2050 탄소중립녹색성장위원회 민간위원장

## 논란
김영란법 위반 논란
모친 집에 전세 거주 논란
위장 전입 의혹
삼성전자 주주총회 1회 참석하고 급여 1600만 원 논란
연구활동 소홀·잦은 외부활동 논란
신산업 분야에 치우친 업무보고 논란
탈플라스틱 후퇴